# Spenwood
Spenwood ist ein englischer Schafsmilchkäse, der aufgrund seiner Struktur zu den Hartkäsen zählt. Er ist cremig im Mund und hinterlässt beim Schmelzen ein süßlich karamelliges, gut ausbalanciertes säuerliches Aroma. Die Reifung dauert 6 Monate und der Fettgehalt liegt bei 50 % in der Trockenmasse. Benannt ist er nach seinem Herkunftsort Spencers Wood.